# 帕坦切鲁
帕坦切鲁（Patancheru），是印度安得拉邦Medak县的一个城镇。总人口40332（2001年）。

## 人口
该地2001年总人口40332人，其中男性21323人，女性19009人；0—6岁人口5647人，其中男2869人，女2778人；识字率65.71%，其中男性为73.17%，女性为57.34%。